# Marquard Georg Metzger
Marquard Georg Metzger (* um 1805 in Freiburg im Breisgau; † 19. Juni 1872 ebenda) war ein deutscher Verwaltungsbeamter.

## Leben
Marquard Georg Metzger studierte Rechtswissenschaften an der Eberhard Karls Universität Tübingen und der Albert-Ludwigs-Universität Freiburg. Er wurde Mitglied des Corps Suevia Tübingen und 1826 des Corps Rhenania Freiburg. 1829 legte er die juristische Prüfung ab und war von 1930 bis 1936 Rechtspraktikant in Freiburg. 1836 wurde er Amtsassessor und 1841 Amtmann beim Bezirksamt Waldshut. 1842 wurde er Amtmann in Heidelberg. Ab 1843 war er als Assessor und Hofgerichtsrat in Mannheim. 1847 wurde er zum Oberamtmann und Amtsvorstand des Bezirksamts Bonndorf ernannt. 1848 wurde er Amtsvorstand des Bezirksamts Stockach, 1850 des Bezirksamts Staufen und 1864 des Bezirksamts Oberkirch. 1869 schied er aus gesundheitlichen Gründen aus dem aktiven Dienst aus.